# Eleonora Gonzaga della Rovere
Eleonora Gonzaga della Rovere (* 31. Dezember 1493 in Mantua; † 13. Februar 1550 in Urbino) aus dem Haus der Gonzaga, Markgrafen von Mantua, wurde durch ihre Ehe mit Francesco Maria I. della Rovere zur Herzogin von Urbino, wo sie – trotz wechselndem Schicksal – die seit Federico da Montefeltro bestehende kulturelle Tradition fortführte.

Eleonora di Mantova
Tizian, 1538 (Galleria degli Uffizi)

## Herkunft
Eleonora Gonzaga della Rovere entstammte der Familie Gonzaga, die schon 1328 die Macht in Mantua an sich gebracht hatte und durch eine beharrliche Politik von „Capitani del Popolo“ 1433 zu Markgrafen und 1530 zu Herzögen aufstieg und sich in der Folge mit den ersten Häusern Europas verschwägerte.
Sie war die älteste Tochter von Francesco II. Gonzaga, dem 4. Markgrafen von Mantua (1484–1519). Dieser war ein berühmter Condottiere, der 1484 in den Dienst des Herzogtums Mailand eintrat, dann zur Republik Venedig überging und in der Schlacht bei Fornovo am 6. Juli 1495 wesentlich zum Sieg über die Truppen des französischen Königs Karl VIII. (1483–1498) beitrug. Im Jahre 1499 wechselte er neuerlich die Seiten, bot seine Dienste dem französischen König Ludwig XII. an und wirkte für diesen 1503 als Generalstatthalter im Königreich Neapel. 1509 kämpfte er gegen Venedig, wurde gefangen und trat schließlich in päpstliche Dienste ein, wodurch er 1510 unter Papst Julius II. oberster Kommandant der päpstlichen Truppen (Gonfaloniere di Santa Romana Chiesa) wurde.
Dies geschah keineswegs aus Willkür, sondern um die Unabhängigkeit seines kleinen Staates gegenüber regionalen Herrschern, wie den Sforza, den Este, der Republik Venedig, dem Kirchenstaat und auch gegenüber fremden Begehrlichkeiten (Frankreich, Haus Österreich) zu schützen.
Eleonoras Mutter war Isabella d’Este-Gonzaga, eine Tochter von Ercole I. d’Este, Herzog von Ferrara, Modena und Reggio und der Eleonora von Aragón, Prinzessin von Neapel.
Isabella gilt als eine der faszinierendsten Frauen der italienischen Renaissance, die nicht nur im Bereich von Kunst und Kultur, sondern vor allem in der komplexen Politik ihrer Zeit entscheidenden Einfluss ausübte, was Alessandro Luzio, einen Biographen Isabellas, dazu veranlasste, sie bewundernd als „Macchiavelli in gonella“ zu bezeichnen. Die Überschrift des Katalogs der Ausstellung über Isabella d’Este im Kunsthistorischen Museum in Wien gibt das höchste ihr zugedachte Lob wieder: „La prima Donna del Mondo“.

## Leben
Eleonora wuchs am Hof von Mantua auf, den ihre Mutter Isabella d’Este Gonzaga zu einem kulturellen Zentrum von europäischem Rang gemacht hatte, erhielt daher eine vielseitige Erziehung, obwohl ihre Mutter wenig persönliches Interesse an ihren Töchtern zeigte.
Zugleich erlebte sie die damaligen Probleme der italienischen Politik und die Bemühungen ihres Vaters, durch wechselnde Koalitionen die von verschiedenen Seiten ausgehenden Bedrohungen der Herrschaft seines Hauses abzuwenden.

### Politisches Faustpfand
Verständlich war daher, dass auch Eleonora als Teil dieser Strategie im Bereich der Familienpolitik eingesetzt wurde.
Es war eine schwierige Zeit für das Haus Gonzaga, das versuchte, sich aus dem Krieg zwischen Venedig und der am 10. Dezember 1508 geschlossenen Liga von Cambrai herauszuhalten, der der französische König Ludwig XII., Kaiser Maximilian I., Papst Julius II., der aragonesische König Ferdinand der Katholische, der ungarische König Vladislav II. und der englische König Heinrich VIII. angehörten.
Beide Seiten waren bemüht, tüchtige Feldherren wie Francesco Gonzaga auf ihre Seite zu ziehen. Inzwischen geriet Venedig mehr und mehr in die Defensive: Die österreichischen Truppen Kaiser Maximilians hatten Verona, Castelnuovo, Asolo, Cividale und Feltre besetzt, während die französischen Truppen schon bis zum Fluss Mincio vorgedrungen waren.
Der Vater Eleonoras konnte schließlich dem gemeinsamen Druck von Kaiser Maximilian I. und König Ludwig XII. von Frankreich nicht mehr widerstehen und trat in den Krieg gegen die Republik Venedig ein.
Er sollte die Stadt Legnano in der Lombardei erobern, wurde jedoch auf dem Weg von Verona nach Legnano, in der Nacht vom 8. August 1509 in seinem Lager von venezianischen Truppen überfallen, gefangen genommen, nach Venedig gebracht und dort inhaftiert.
Für Eleonora und ihre Familie war dies eine Katastrophe, da der Thronfolger noch unmündig war. Ihre Mutter Isabella übernahm jedoch – unterstützt von ihrem Schwager, Kardinal Sigismondo Gonzaga – energisch die Regentschaft der Markgrafschaft und versuchte durch zahlreiche diplomatische Schritte, ihren Mann aus der Gefangenschaft zu befreien. Zunächst gelang es ihr, die Versuche Frankreichs und Österreichs abzuwehren, die ihr Truppen zur „Sicherheit“ der Markgrafschaft anboten, jedoch primär an der Kontrolle Mantuas interessiert waren.

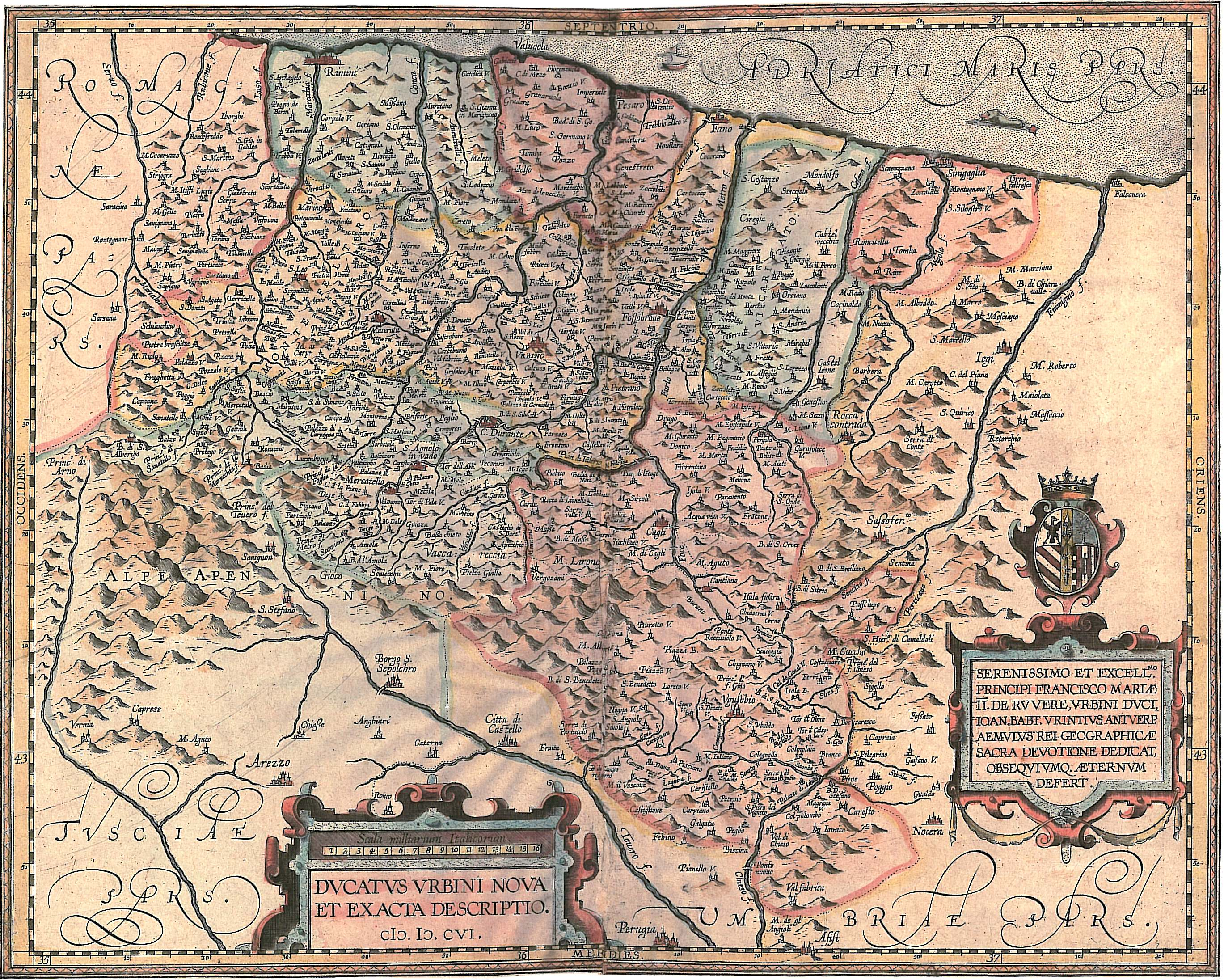
Ducatus Urbini Nova Et Exacta Descriptio, 1606 – Giovanni Battista Urints

Inzwischen drehte sich der Wind, indem sich die päpstliche Liga gegen Venedig angesichts der ausländischen Bedrohung in eine Allianz zwischen dem Papst und Venedig gegen Frankreich und Ferrara verwandelte. Die Haltung von Mantua war daher wichtig und durch den Umstand fraglich, dass Isabella die Schwester des Herzogs Alfonso I. d’Este (1505–1535) von Ferrara Modena und Reggio war und zu befürchten stand, dass dieser – gemeinsam mit seinem Bruder, dem Kardinal Ippolito I. d’Este († 1520), dem Förderer von Ludovico Ariosto – Isabella und damit die Markgrafschaft Mantua in ein Bündnis mit Frankreich ziehen könnte.
Isabella nützte diese Lage zu einem familienpolitischen Schachzug, um ihren Mann aus der Gefangenschaft zu befreien. Sie wandte sich an Papst Julius II. della Rovere (1503–1513), der ihr als der verlässlichste Partner erschien, und stimmte nunmehr für die Vermählung ihrer ältesten Tochter Eleonora mit dem Neffen des Papstes, Francesco Maria I. della Rovere, seit 1508 Herzog von Urbino (* 1490, † Pesaro 1538), mit dem diese seit 1505 verlobt war. Sie weigerte sich jedoch vorerst, den jungen Bruder Eleonoras, Federico II. Gonzaga, als Geisel für die Freilassung ihres Mannes zu stellen.
Papst Julius II. war von ihren Schachzügen beeindruckt. Allerdings nicht nur im positiven Sinn. Angesichts der Weigerung, ihren ältesten Sohn an ihn auszuliefern, beschimpfte er dem mantuanischen Gesandten, Ludovico Camposanpiero, gegenüber die „prima donna del mondo“ wenig schmeichelhaft als „ribalda putana.“

### Herzogin von Urbino

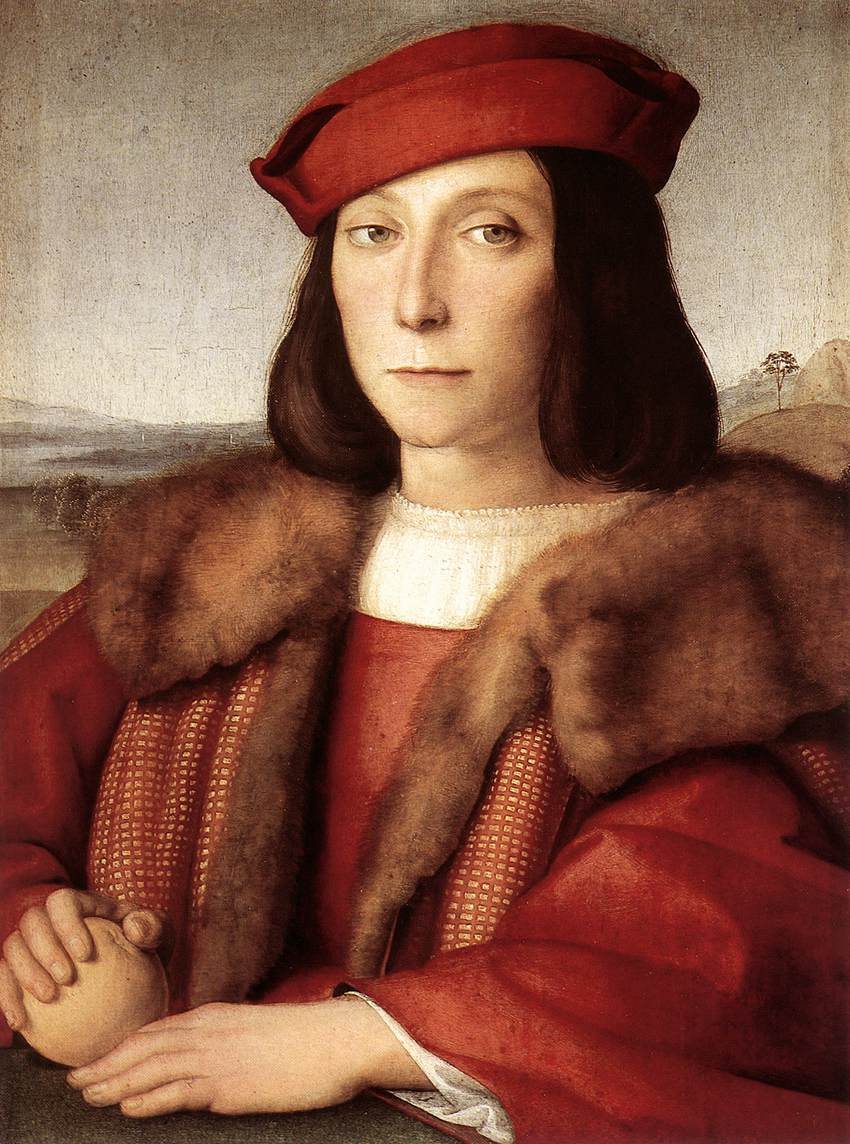
Porträt von Raffael um 1504, wahrscheinlich Francesco Maria della Rovere darstellend

Am 29. September 1509 erfolgte die Vermählung Eleonoras mit dem neunzehnjährigen Francesco Maria I. della Rovere (* Senigallia 22. März 1490, † vergiftet Pesaro 20. Oktober 1538). Dieser war seit 1504 Adoptivsohn des kinderlosen Guidobaldo I. da Montefeltro, Herzog von Urbino (1482–1508) und war diesem nach dessen Tod im Jahre 1508 als Herzog gefolgt.
Er erhielt damit u. a. die Titel Souveräner Herzog von Urbino, 3. Herzog von Sora und Arce (beide in der Region Latium), Graf von Montefeltro (in der Region der Marken), Graf von Massa Tabaria, Ständiger päpstlicher Vikar von Urbino, Cagli, Gubbio und Assisi, Herr und päpstlicher Vikar von Mondavio (in den Marken), Signore di Senigallia, Mondolfo etc. Zugleich war er 1502 Präfekt (Gouverneur) von Rom und Generalkapitän der Heiligen Römischen Kirche, 1508 Gonfaloniere di Santa Romana Chiesa (oberster militärischer Befehlshaber der päpstlichen Truppen), 1523 Generalgouverneur und 1523 Generalkapitän der venezianischen Streitkräfte.
Eleonora wurde dadurch mit 16 Jahren zur Herzogin von Urbino.

### Freilassung ihres Vaters
Nach den Plänen von Isabella d’Este Gonzaga sollte die Verheiratung ihrer Tochter Eleonora ein wichtiger Schritt zur Freilassung ihres Mannes aus venezianischer Gefangenschaft sein. Sie drängte daher Eleonora, ihren jungen Ehemann zu einer Intervention bei seinem Onkel Papst Julius II. della Rovere für die Freilassung von Francesco II. Gonzaga zu bewegen.
Francesco Maria I. fühlte sich daher verpflichtet, für seinen gefangenen Schwiegervater zu intervenieren. Im Februar 1510 reiste er nach Rom, wo er herzlich empfangen wurde.
Dadurch ermuntert, ersuchte er den Papst die Freilassung seines Schwiegervaters zu veranlassen. Julius II., der jeden Anschein des Nepotismus vermeiden wollte, reagierte jedoch anders als erwartet: mit einem Wutanfall. Er warf seinem Neffen vor, den in Verhandlung befindlichen Ausgleich mit Venedig zu stören, beschimpfte ihn und schrie, Francesco Maria wolle sich wohl die Rolle des Cesare Borgia anmaßen und den Papst regieren.
Schließlich obsiegte bei Julius II. die Einsicht, dass ein bewährter Feldherr wie Francesco II. Gonzaga als Kommandant päpstlicher Truppen erheblich nützlicher wäre denn als Gefangener in Venedig. Eleonora Gonzagas 10-jähriger Bruder Federico II. Gonzaga wurde dem Papst als Geisel überlassen. Der Papst ließ daraufhin den Vater aus der Gefangenschaft befreien und beförderte ihn binnen weniger Wochen – im September 1510 – vom Häftling zum „Gonfaloniere di Santa Romana Chiesa“, d. h., zu obersten Kommandanten der päpstlichen Truppen.

### Kulturelles Umfeld
Urbino, berühmt als Stadt, die Federico da Montefeltro, Herzog von Urbino (1474–1482) – durch seine kulturellen Interessen: Architektur (Neubau des Palazzo Ducale, der Bibliothek), sein Mäzenat (Paolo Uccello, Pedro Berruguete und Piero della Francesca) und seine Sammlungen – geprägt hatte, war nunmehr die Heimat Eleonoras. Sie lebte in dem von Federico erbauten Palast und unterstützte ihren Mann dabei, seine prekäre Herrschaft über das Herzogtum zu sichern.
Eleonora konnte sich an Talent und politischer Begabung keineswegs mit ihrer Mutter Isabella d’Este Gonzaga messen und war auch nicht ganz so berühmt wie ihre Tante, Elisabetta Gonzaga, die Gemahlin von Guidobaldo da Montefeltro, Herzog von Urbino (1482 -1497/1502, 1503–1508), der ihren Ehemann 1504 adoptiert hatte. Diese hatte am Hof von Urbino einen intellektuellen Salon unterhalten, der seinen Niederschlag im bekanntesten Werk von Conte Baldassare Castiglione: „Il libro del Cortegiano“ fand. Elisabetta hatte zweifellos einen prägenden Einfluss auf ihre Nichte, da sie während der Minderjährigkeit des jungen Herzogs für diesen die Regentschaft geführt hatte und mit dem jungen Ehepaar in Urbino lebte.

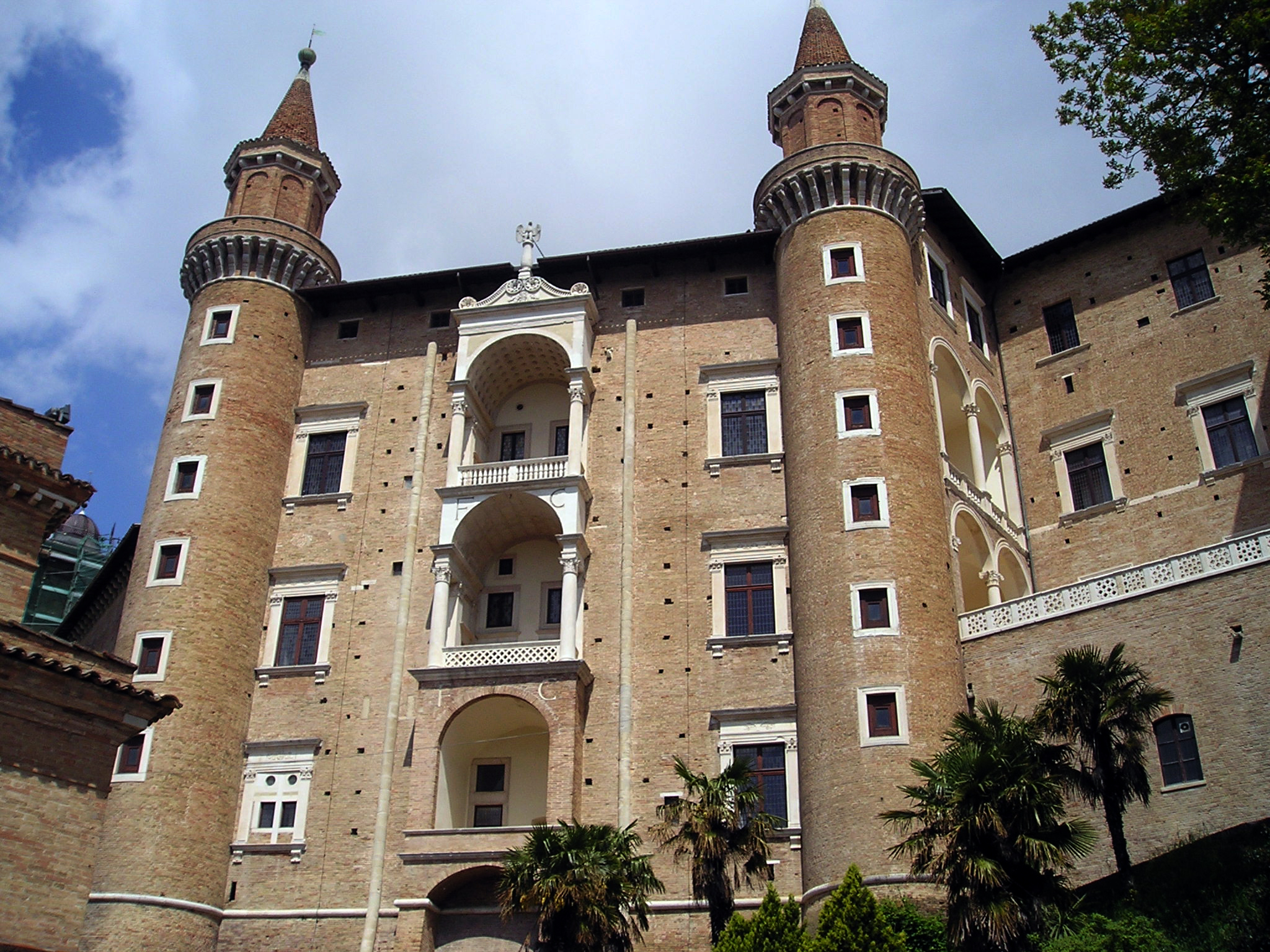
Palazzo Ducale Urbino, Fassade

Als Eleonora mit ihrem Gemahl als neue Herzogin nach Urbino kam, war das kulturelle Umfeld, in dem die Gespräche des Libro del Cortegiano stattfanden, jüngste Vergangenheit, da sie ab 1507 stattfanden. Castiglione – selbst ein entfernter Verwandter Eleonoras – begann um diese Zeit mit der Redaktion dieses Werkes, die erst 1528 abgeschlossen wurde. Die Patronin dieser Gespräche, Elisabetta Gonzaga, ihre Tante und Schwiegermutter, residierte weiterhin im Palazzo Ducale und pflegte weiter ihren Salon. Auch mehrere Teilnehmer an den Gesprächen waren noch vorhanden: Pietro Bembo (* 1470, † 1547), der Philosoph, Dichter, Autor von „Gli Asolani“ – gewidmet an Lucrezia Borgia (!) – und spätere Kardinal, lebte noch bis 1512 am Hof von Urbino, Alfonso Ariosto († 1525), dem der Cortegiano ursprünglich gewidmet war (ein Cousin des berühmteren Ludovico Ariosto), war genauso noch am Leben wie Gasparo Pallavicino marchese di Cortemaggiore († 1511), Ludovico da Canossa, später Bischof von Tricarico und Bayeux († 1532) und Cesare Gonzaga († 1512).
Ottaviano Fregoso († 1524) (Cousin ihres Mannes) lebte noch bis 1513 in Urbino im Exil und wurde danach Doge der Republik Genua, Federico Fregoso († 1541), dessen Bruder, blieb als Bischof von Gubbio dem Hof zu Urbino verbunden, den auch der Dichter Bernardo Accolti, genannt „l´Unico Aretino“, weiter frequentierte.
Die damals dreizehnjährige Eleonora, die erst zwei Jahre nach dem Zeitpunkt der von Castiglione beschriebenen Gespräche als neue Herzogin nach Urbino kam, wird im Libro del Cortegiano in der Vorbemerkung zum vierten Abend von Castiglione geehrt, da sich in ihr „Wissen, Anmut, Schönheit, Verstand, Klugheit, Menschlichkeit und jede andere edle Sitte“ vereinen.

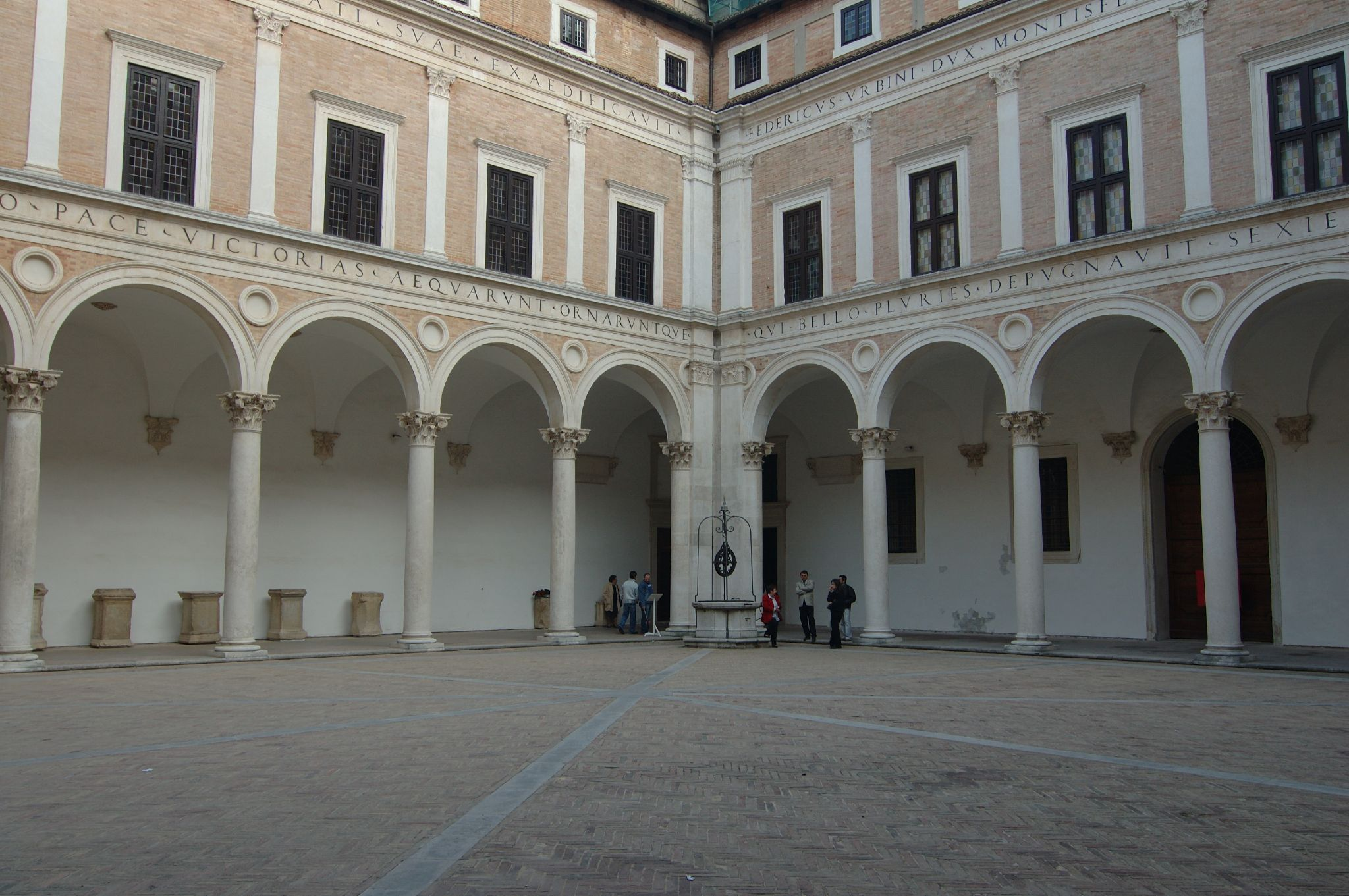
Palazzo Ducale, Urbino, der Arkadenhof

Die jugendliche Herzogin lebte daher am Hof von Urbino in einer hochkarätigen kulturellen Atmosphäre, teilte jedenfalls die kulturellen Neigungen ihrer Tante und trug ihrerseits dazu bei, Urbino den Ruf eines Zentrums der Renaissancekultur zu erhalten.

### Übersiedlung nach Pesaro
Nach dem erbenlosen Tod von Costanzo II. Sforza im Jahr 1512 erhielt Francesco Maria durch Vermittlung des Papstes die Herrschaft Pesaro, worauf er seinen Hof und den Wohnsitz seiner Familie von Urbino dorthin verlegte.
Eleonora wohnte dort in der herzoglichen Residenz, dem von Alessandro Sforza im 15. Jahrhundert errichteten Palazzo Ducale.

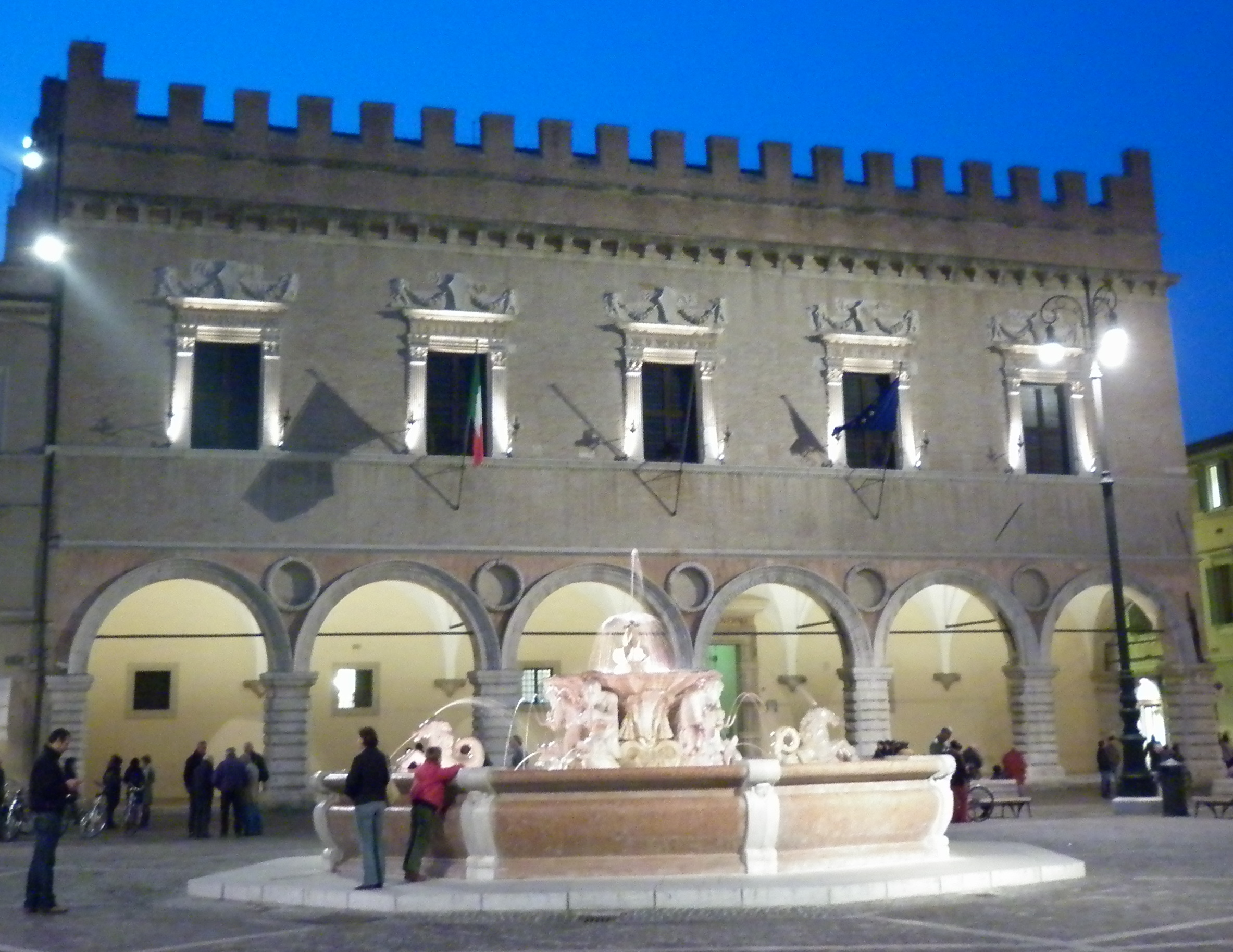
Palazzo Ducale di sera con la fontana in primo piano.

Gewöhnt an die Großzügigkeit des glänzenden Palazzo Ducale in Urbino, war es ihr ein besonderes Anliegen, den herzoglichen „Landsitz“ – die so genannte „Villa Imperiale“ am Monte San Bartolo bei Pesaro, die eher einer Burg als einem Renaissanceschloss glich – zu erweitern und zu adaptieren.
Da Leon Battista Alberti, der wohl genialste Universalkünstler und Architekt seiner Zeit, nicht zur Verfügung stand, wählte sie Girolamo Genga, einen anderen berühmten Architekten (auch Maler und Bildhauer), als Leiter der Arbeiten aus, wobei andere berühmte Künstler, wie etwa Dosso Dossi, dessen Bruder Battista Dossi, Agnolo Bronzino etc. zur Ausgestaltung der Räume beitrugen.
Diese Villa wurde in der Folge nicht nur herzogliche Sommerresidenz, sondern auch Mittelpunkt zahlreicher Treffen und Begegnungen zeitgenössischer Künstler und Intellektueller.

### Enteignung durch Papst Leo X.
Ein Rückschlag erfolgte jedoch im Jahr 1513, als Papst Julius II. della Rovere, der Onkel ihres Mannes verstarb, der bisher diskret die Interessen seiner Familie geschützt hatte.
Drei Jahre später folgte die Katastrophe: Papst Leo X. aus dem Geschlecht der Medici (1513–1521) entzog Francesco Maria I. 1513 seine sämtlichen Besitzungen und übertrug das Herzogtum Urbino seinem Neffen, Lorenzo di Piero de’ Medici (* 1492, † 1519), der dort bis zu seinem Tod im Jahre 1519 regierte und zugleich inoffizieller Herrscher von Florenz war. Lorenzo hatte zwar wenig von der Genialität seines Großvaters Lorenzo il Magnifico geerbt, trug aber durch seine Tochter Caterina de’ Medici nicht unwesentlich zur europäischen Geschichte bei.
Eleonora und ihre Familie mussten daher ihre Besitzungen und Herrschaften verlassen und zogen ohne jedes Vermögen als Flüchtlinge in Mantua bei ihrem Vater, Markgraf Francesco II. Gonzaga, ein. Dieses Exil sollte sechs Jahre dauern, da ein 1517 unternommener Versuch von Francesco Maria, das Herzogtum Urbino im Krieg von Urbino von den Medicis zurückzuerobern, scheiterte. Auch die Hoffnung, das Herzogtum nach dem Tod von Lorenzo di Piero de’ Medici im Jahr 1519 zurückzuerhalten, blieb vergebens, da Papst Leo X. dieses unter seiner Kontrolle behielt.

### Rückkehr nach Urbino
Erst 1521 – nach dem Tod von Papst Leo X. – konnten Francesco Maria und Eleonora wieder die Herrschaft im Herzogtum Urbino übernehmen und auch die Herrschaft Gradara (in den Marken), die Papst Julius II. seinem Neffen bereits Jahre zuvor geschenkt hatte. Die Herrschaft über Gradara übertrug Francesco Maria seiner Frau Eleonora.

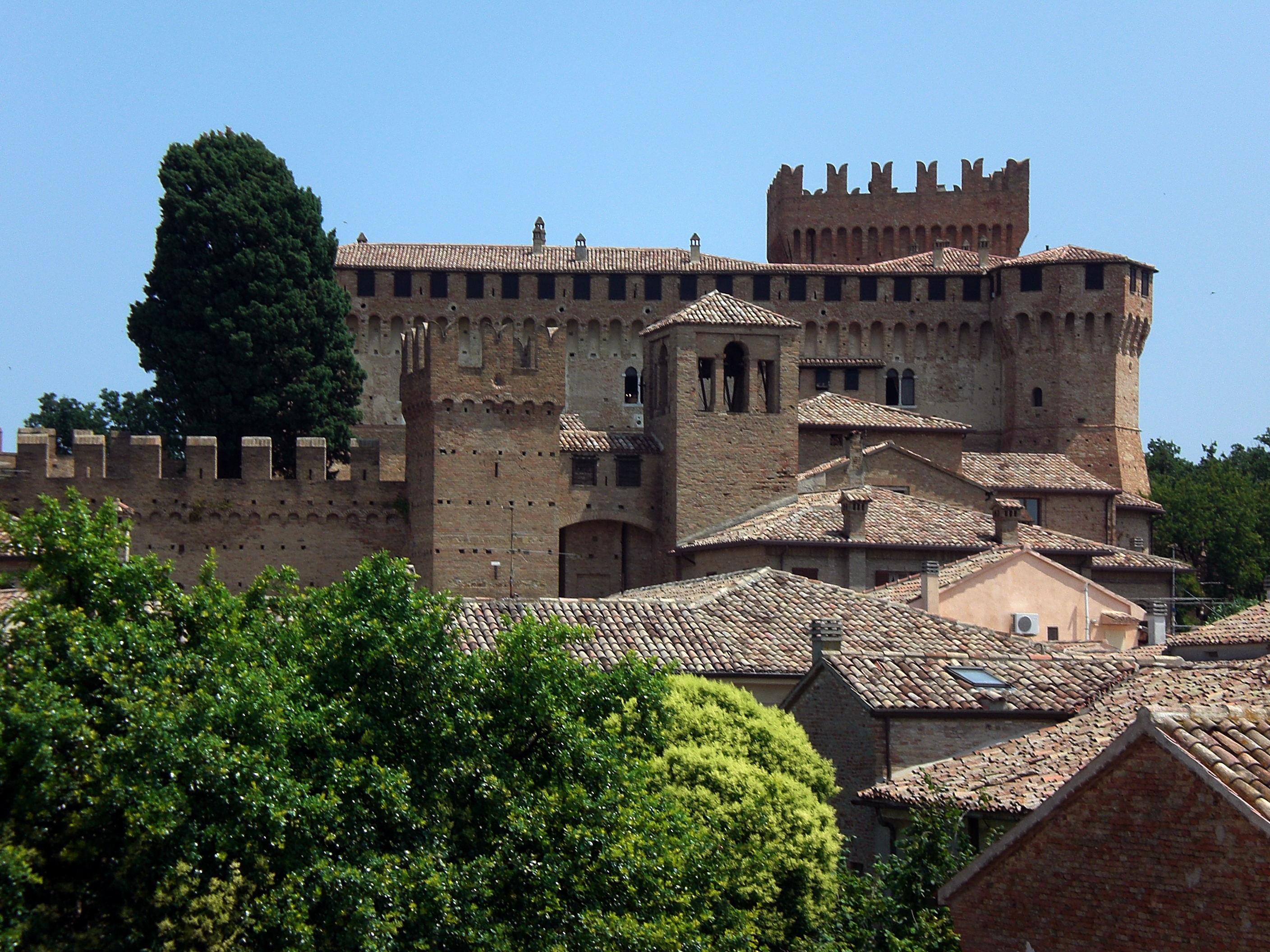
La Rocca di Gradara

Dies war großzügig, aber wohl auch ein Zeichen, denn damit war Eleonora auch Herrin des dortigen Kastells.
Jeder Italiener kennt die tragische Geschichte von Liebe und Tod des Paolo Malatesta und der Francesca da Rimini (da Polenta), der Frau seines Bruders Gianciotto Malatesta, der beide gerade in diesem Kastell ertappte und tötete. Eine Geschichte, die Dante im 5. Gesang seiner Göttlichen Komödie im zweiten Kreis des Inferno nicht ohne Anteilnahme beschreibt.
Nachdem ihr Mann ab 1523 Oberkommandierender der venezianischen Streitkräfte war, besuchte Eleonore ihn öfters in Venedig. Francesco Maria hatte – wohl über Vermittlung ihres Vaters, Francesco II. Gonzaga, der Tizian für den größten lebenden Maler hielt – Tizan persönlich kennen und schätzen gelernt und beauftragte ihn, Porträts von sich und seiner Frau Eleonore anzufertigen.

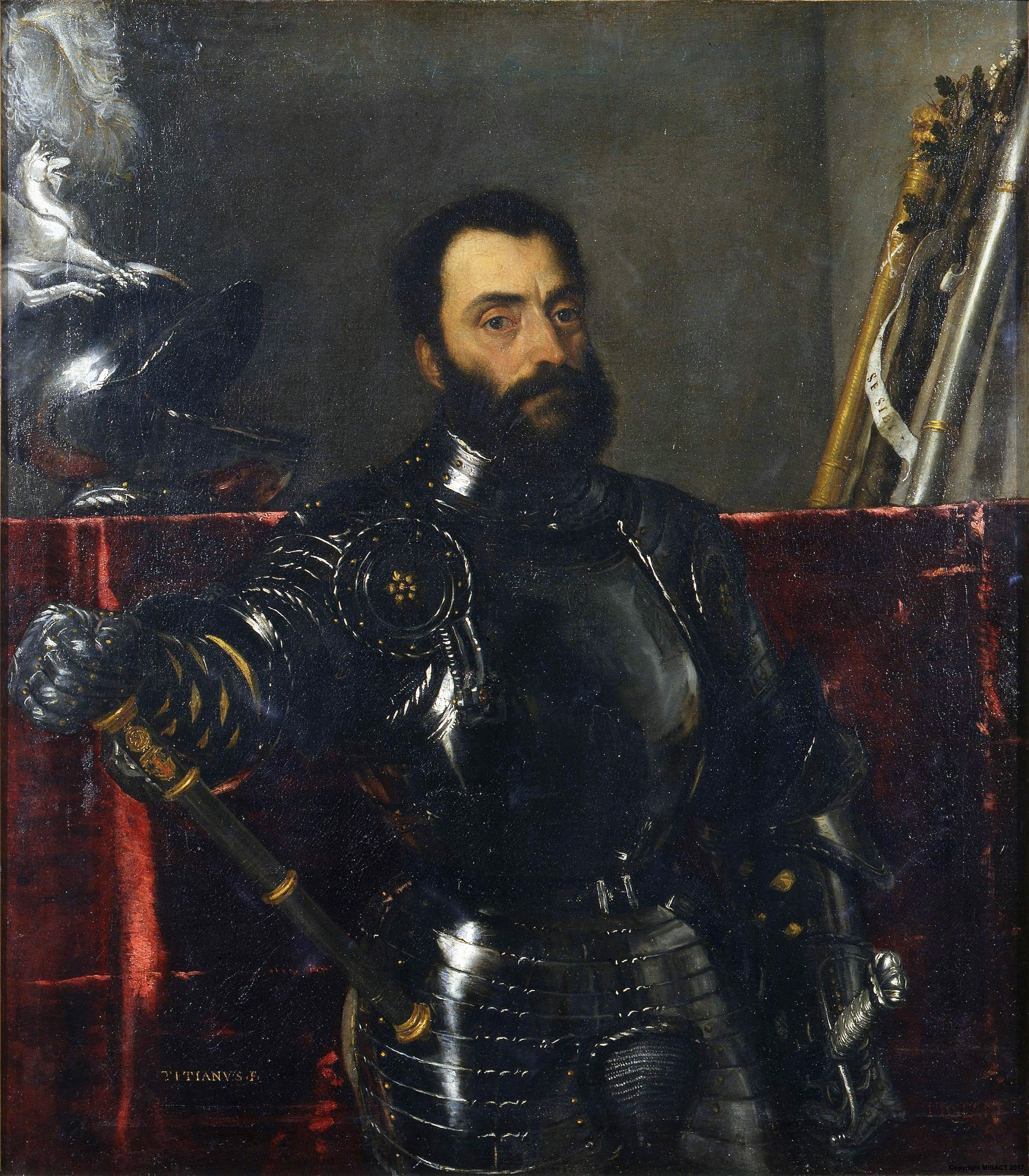
Tizian-Porträt von Francesco Maria della Rovere (1536–38)

Diese Porträts beweisen die Kunst Tizans und erlauben einen Blick in die Gesichter und damit vielleicht auch in die Psychologie des Ehepaares – ein halbes Jahrtausend nach ihrem Tod.
Im Jahr 1538 starb Eleonoras Mann, auf den ihr ältester Sohn, Guidobaldo II. della Rovere als Herzog folgte. Eleonora, nunmehr Herzogin-Witwe, wurde dadurch in eigenem Recht die 4. Herzogin von Sora und Arce, Gräfin von Massa Tabaria, Herrin von Mondavio, San Lorenzo in Campo, Mirabello, Castelvecchio, Castellone und der Hälfte von Montalfoglio. Von ihrem Sohn erhielt sie 1538 die Herrschaften Monterado und Mondolfo, trat ihm aber dafür 1539 die Grafschaft Massa Trabaria ab.
Eleonora starb in Urbino am 13. Februar 1550 und wurde dort begraben.

## Ehe und Nachkommen
Eleonora heiratete in Mantua am 29. September 1509 Francesco Maria I. della Rovere, Herzog von Urbino etc. (1508–1516 und 1521–1538), (* Senigallia 22. März 1490, † vergiftet Pesaro 20. Oktober 1538)
Kinder:
Dass Eleonora eine ganz bewusste Heiratspolitik zur Absicherung der Herrschaft verfolgte zeigen die Ehen, die sie für ihre Kinder arrangierte:
- Guidobaldo II. della Rovere (* Urbino 2. April 1514, † Pesaro 28. September 1574), Souveräner Herzog von Urbino, Graf von Montefeltro, Graf von Massa Trabaria etc. Ständiger päpstlicher Vikar von Urbino etc. (1538–1574) ⚭ 1.) 2. Oktober 1539 Giulia Varano, Prinzessin von Camerino (* 24. März 1523, † Urbino 17. Februar 1547) ⚭ 2.) Rom 29. April 1547 Vittoria Farnese, Prinzessin von Parma und Piacenza (* Rom 1521, † Pesaro 13. Dezember 1602)

- Ippolita della Rovere, Prinzessin von Urbino (* ca. 1515, † Neapel ca. 1540) ⚭ Don Antonio d´Aragona, 2. Herzog von Montalto (* 1504, † Neapel 6. Oktober 1543)

- Giulia della Rovere, Prinzessin von Urbino (* 1527, † Ferrara 4. April 1563) ⚭ 1549 Alfonso d’Este, 1. Marchese di Montevecchio (* 10. März 1527; † 1. November 1587)

- Elisabetta della Rovere, Prinzessin von Urbino (* 1529, † Massa 6. Juni 1561) ⚭ Rom Februar 1552 Alberico I. Cybo Malaspina, Souveräner Fürst von Massa (Hauptstadt der Provinz Massa Carrara) und Souveräner Markgraf von Carrara (* Genua 28. Februar 1534, † Massa 18. Januar 1623)

- Giulio Feltrino della Rovere, Prinz von Urbino, 5. Duca di Sora und Arce (1539), Herr von Rocca d´Arce, Arpino, Schiavi, Casale, Pescosolido etc. Verzichtet, Kardinal der Römischen Kirche (1547); Kardinalpriester von San Pietro in Vincoli (1548–1570), Kardinalbischof von Albano (1570), von Sabina (1570 – 73), von Palestrina (1573–1578), Erzbischof von Ravenna (* Mantua 15. April 1533, † Fossombrone 3. September 1578)

## Bibliografie
- Giuseppe Coniglio: I Gonzaga. dall´Oglio editore, Milano 1987, ISBN 88-7718-329-2.
- Kate Simon: Die Gonzaga. Eine Herrscherfamilie der Renaissance. Verlag Kiepenheuer & Witsch, Köln 1991, ISBN 3-462-02110-9.
- Jakob Burckhart: Kultur und Kunst der Renaissance in Italien. Deutsche Buchgemeinschaft, Berlin.
- Katalog der Ausstellung im Kunsthistorischen Museum: Isabella d´Este, „La prima donna del Mondo“; Fürstin und Mäzenatin der Renaissance. Kunsthistorisches Museum Wien, (ohne Jahreszahl)
- Will Durant: Glanz und Zerfall der italienischen Renaissance. Naumann & Göbel Verlagsgesellschaft, Köln 1985. (Sonderausgabe)